# Reaktivní barviva

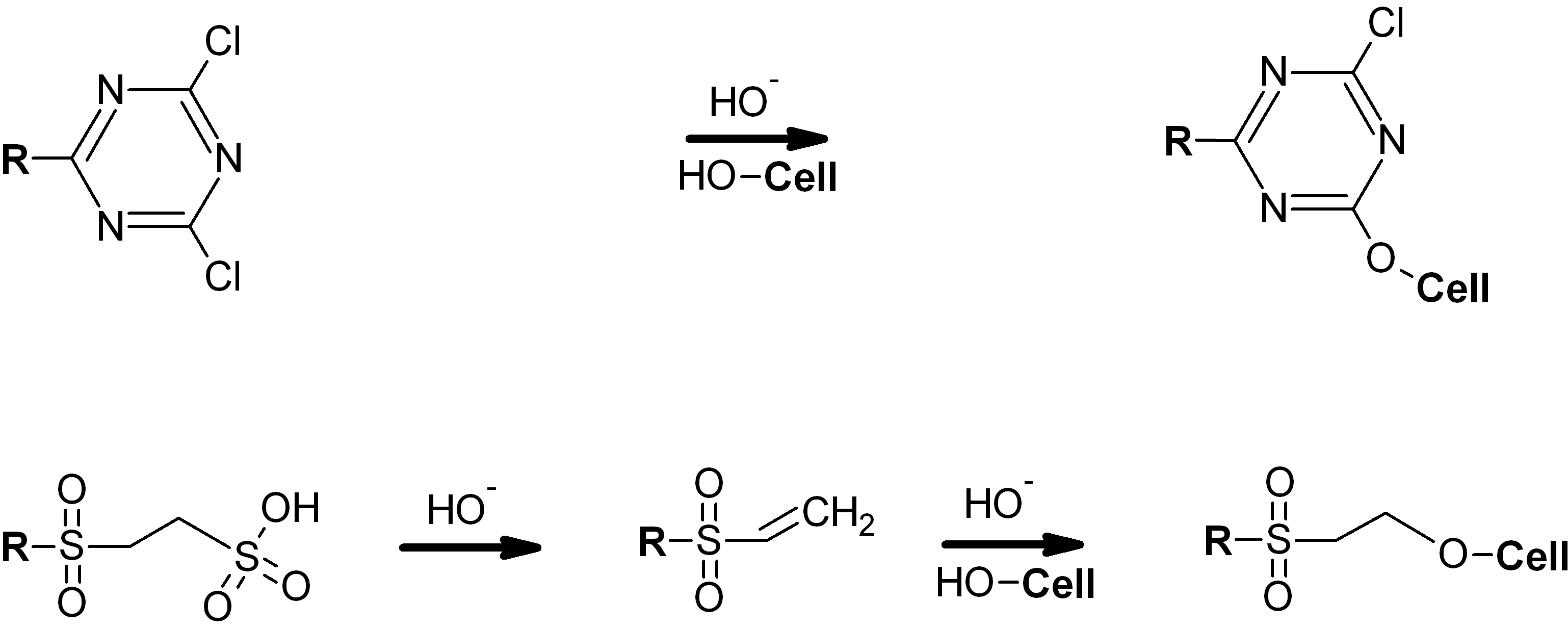
Struktura reakce celulózy s reaktivním barvivem

Reaktivní barviva jsou látky obzvlášť vhodné k barvení a potiskování textilních vláken obsahujících celulózu. Barviva přinesla poprvé na trh britská firma ICI v roce 1956, koncem 20. století se tento druh podílel na celkové spotřebě textilních barviv asi 1/5, tj. cca 80 000 tunami za rok 
Barvivo sestává z vlastního tělesa (chromoforu), skupiny molekul způsobující rozpustnost a jedné nebo více reaktivních skupin. Fixace se provádí za přívodu tepla a přítomnosti alkalických rozpouštědel. Barvivo se spojuje s textilním vláknem velmi pevnou chemickou vazbou, která se dá jen velmi těžko rozštěpit. Vybarvení je brilantní, s vysokou stálostí po praní, ale omezenou stálostí po chlorování.
Nákres vpravo znázorňuje strukturu vazby chromoforu (R) s barvivem:
Nahoře: obsahujícím skupinu trichlortriazinu
Dole: obsahujícím skupinu sulfonylethyl-hydrogensulfatu
Vlna, hedvábí a polyamidy se mohou barvit v kyselém prostředí. Známé značky jsou: Cibacron, Levafix, Procion, Remazol, Sumifix. 

## Způsoby barvení
Proces probíhá ve třech fázích: Barvení – fixace – praní.
V závislosti na druhu a formě barveného materiálu, velikosti partií a strojním vybavení se používá:
Vytahovací nebo klocovací způsob barvení, termofix, pad-dry, pad-steam, pad-batch, pad-roll nebo pad-jig. 